# Карім Тінчурін
Карім Галійович Тінчурін (тат. Кәрим Тинчурин; нар. 15 вересня 1887, Таракановка, Пензенська губернія — пом. 15 листопада 1938, Казань) — татарський письменник, актор, драматург і прозаїк, один з основоположників професійного татарського театру і драматургії.

## Життєпис
Карім Галійович народився в селянській родині 15 вересня 1887 року в селі Таракановка.
У 1900 році приїхав до Казані і вступив до медресе «Мухаммадія», яке з протесту кинув у 1906 році. У 1910 (1911) році вступив до трупи «Сайяр», став актором і присвятив своє життя театру. У роки громадянської війни — головний режисер і керівник 13-ї трупи при політуправлінні Червоної Армії, в 1920 році — головний режисер і керівник татарської театральної студії при 1-му татарському театрі в Самарі (Самарської акторської студії), в 1921 р. — керівник Оренбурзької татарської пролетарської групи (татарський театр імені Р. Карієва).
В 1922 року після повернення до Казані уряд Татарстану запропонував Каріму Тінчуріну створити державну трупу з татарських артистів і призначило Тінчуріна головним режисером. У листопаді 1922 року він очолив Татарський державний театр. У 1928—1929 роки — головний режисер Астраханського татарського театру, у 1933 році заснував Татарський державний театр драми і комедії (нині його імені).
У 1936 році громадськість широко відзначала двадцятип'ятиріччя його трудової діяльності.
Карім Тінчурін був заарештований 17 вересня 1937 році та засуджений трійкою НКВД ТАССР 14 листопада 1938 р., обв.: 58-2, 58-6, 58-7, 58-11.: «учасник націоналістичної організації („султангалієвщина“), шпигунство на користь Японії, шкідництво на культурному фронті». Вирок: вища міра покарання, конфіскація майна. Розстріляний 15 листопада 1938 р. Місце поховання — в місті Казань. Реабілітований 14 жовтня 1955 р.

## Творчість
Драматургія Каріма Тінчуріна увійшла до золотого фонду національного театру («Казанський рушник», «Погасші зірки», «Блакитна шаль» та інші).

### Вибрані твори
- П'єса «Моназара» («Диспут») — 1906 р.
- П'єса «Хәләл кәсеп» («Чесна праця») — 1912 р.
- П'єса «Шомлы адим» («Фатальний крок») — 1912 р.
- П'єса «Беренче чәчәкләр» («Перші квіти») — 1913 р.
- П'єса «Назлы кияү» («Вибагливий наречений») — 1915 р.
- П'єса «Ач гашыйк» («Голодний закоханий») — 1915 р.
- П'єса «Соңгы сәлам» («Останній привіт») — 1916 р.
- П'єса «Җилкуарлар» («Вітрогони») — 1916 р.
- П'єса «Сүнгән йолдызлар» («Погасші зірки») — 1922 р.
- П'єса «Казан сөлгесе» («Казанський рушник») — 1923 р.
- П'єса «Американ» («Американець») — 1924 р.
- П'єса «Җилкәнсезләр» («Без вітрил») — 1925 р.
- П'єса «Зәңгәр шәл» («Блакитна шаль») — 1926 р.
- П'єса «Мул» («Рій») — 1927 р.
- П'єса «Кандыр бує» («На Кандрі») — 1930 р.
- П'єса «Алар өчәү іде» («Їх було троє») — 1935 р.

## Нагороди та визнання
- Заслужений артист Татарської АРСР (1926)

## Пам'ять
Традиційно кожен свій театральний сезон Татарський державний академічний театр імені Г. Камала відкриває мелодрамою «Блакитна шаль».
У 1988 році ім'я Каріма Тінчуріна присвоєно театру драми і комедії.